# Kaisa Leka
Kaisa Leka, född 25 oktober 1978 i Lahtis, är en finsk illustratör och politiker.
2012 fick hon motta Finlands serieförenings pris Kalle Träskalle-hatten.